# Okręg wyborczy Holt
Okręg wyborczy Holt (ang. Division of Holt) – jednomandatowy okręg wyborczy do Izby Reprezentantów Australii, położony w południowo-wschodniej części Melbourne. Powstał w 1969, jego patronem jest tragicznie zmarły w czasie pełnienia urzędu premier Australii Harold Holt.

## Lista posłów
| okres urzędowania | poseł         | przynależność              |
| ----------------- | ------------- | -------------------------- |
| 1969-1972         | Len Reid      | Liberalna Partia Australii |
| 1972-1975         | Max Olmeadow  | Australijska Partia Pracy  |
| 1975-1980         | William Yates | Liberalna Partia Australii |
| 1980-1996         | Michael Duffy | Australijska Partia Pracy  |
| 1996-1999         | Gareth Evans  | Australijska Partia Pracy  |
| od 1999           | Anthony Byrne | Australijska Partia Pracy  |

źródło: